# Hieracium sericophyllum
Hieracium sericophyllum là một loài thực vật có hoa trong họ Cúc. Loài này được Nejceff & Zahn mô tả khoa học đầu tiên năm 1906.